# Yudai Tokunaga
Yudai Tokunaga (徳永 裕大 Tokunaga Yūdai?, Hyogo, 16 de abril de 1994) es un futbolista japonés que juega como centrocampista.

## Trayectoria

### Clubes
| Club                | País  | Año       |
| ------------------- | ----- | --------- |
| SC Sagamihara       | Japón | 2017-2018 |
| Tegevajaro Miyazaki | Japón | 2019-2022 |
| Fujieda MYFC        | Japón | 2023      |
| SC Sagamihara       | Japón | 2024-     |